# Alexandre Delgado
Alexandre Delgado (Lisboa, 1965 - ) é um compositor e violetista português.
Nasceu em Lisboa em 1965. Aluno de Joly Braga Santos e de Jacques Charpentier diplomou-se com o 1.º prémio de composição do Conservatório de Nice (1990).
Iniciou os seus estudos musicais com a pianista Fátima Fraga e estudou violino e música de câmara na Fundação Musical dos Amigos das Crianças entre 1978 e 1985, onde foi concertino tendo, posteriormente, dirigido a orquestra juvenil desta instituição. 
Foi aluno particular de Joly Braga Santos (1981-85). A sua obra Prelúdio, composta aos 16 anos, foi estreada pela Orquestra Sinfónica da RDP em 1982. Nesse mesmo ano conclui o curso de composição e violino, como aluno externo do Conservatório Nacional. Recebe uma bolsa do Ministério da Cultura para prosseguir os seus estudos em Composição e Violino no Conservatório de Nice, tendo trabalhado com os professores Jacques Charpentier e Barbara Friedhoff, concluindo o curso com distinção em 1989. 
Como compositor, Alexandre Delgado obteve em 1992 o prémio "João de Freitas Branco" e recebeu encomendas de festivais do País de Gales e de Londres. A sua obra Antagonia para violoncelo solo foi seleccionada pelo júri da ISCM para o World Music Days 93, na Cidade do México. 
Em Março de 2001 foi compositor convidado no Festival Maastricht (Países-Baixos), onde foram interpretadas algumas das suas obras. 
É autor da ópera de câmara O Doido e a Morte, baseada na farsa de Raul Brandão, (encomenda de Lisboa 94 Capital Europeia da Cultura), cuja estreia dirigiu no Teatro Nacional de S. Carlos e posteriormente no Theater am Halleschen Ufer, em Berlim (1994-96). 
Entre as obras, destacam-se o Concerto para viola e orquestra (Festival de Coimbra, 2000), Tresvariações (Fundação Gulbenkian, 2001) e Poema de Deus e do Diabo (Grupo de Música Contemporânea de Lisboa, 2002). Presentemente, encontra-se a terminar duas óperas de câmara - A Rainha Louca e uma outra sobre a temática do Sebastianismo (encomendas da Câmara Municipal de Matosinhos e da Culturgest), que formarão com o Doido e a Morte, a Trilogia da Loucura. Em 2001 o seu Quarteto de Cordas foi gravado em CD pelo Arditti Quartet. Em 2019, estreou em Penedono e na Antiga Igreja do Convento de São Francisco (Coimbra) Vida e Milagres de Dona Isabel, um ciclo para Soprano (Carla Caramujo), e Orquestra (Orquestra Clássica do Centro, a qual encomendou). 
Como violetista, ganhou em 1987 o Prémio “Jovens Músicos”. Foi membro da Orquestra Juvenil da Comunidade Europeia (1988-1989) e da Orquestra Gulbenkian (1991-1995). Mantém actividade regular como intérprete com o Quarteto Lacerda e como solista, realizando recitais tanto em Portugal como no estrangeiro. 
Tem-se dedicado ao estudo da Música Portuguesa, incidindo sobre a vida e obra de Luís de Freitas Branco (sobre o qual deu conferências em Roma) e Carlos de Andrade (1884-1930), seu bisavô e compositor modernista, cujo trabalho foi apresentado pela primeira vez em 2000. Foi crítico musical do jornal Público (1991-2001) e assina o programa “A Propósito da Música” na Antena 2 (desde 1996). É autor do livro “A Sinfonia em Portugal” (Caminho 2002). Desde 2002 é director artístico do Festival de Música de Alcobaça.